# Psychické trauma

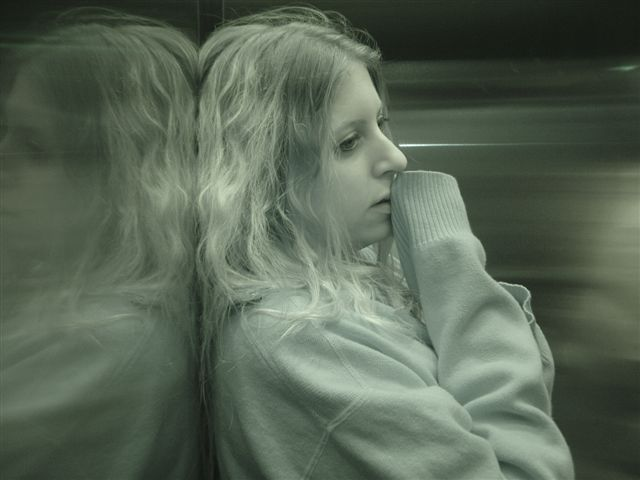
Dívka po psychickém traumatu

Psychické (nebo též duševní) trauma je psychické zranění, duševní stav člověka, ke kterému dochází v důsledku traumatické (traumatizující) události, jakou může být těžký úraz, úmrtí v rodině, znásilnění, šikana apod.
Traumatem se rozumí zážitek, který ve velké míře porušuje duševní rovnováhu. Traumatizujícími zážitky mohou být např. těžké nehody, znásilnění, přepadení, ztráta blízkého člověka. Třebaže se podvědomí brání tím, že potlačuje vzpomínky na takový bolestivý zážitek, trauma ovlivňuje život v podobě neuróz a psychóz.

## Příčiny traumatu
Trauma vzniká tehdy, je-li člověk vystaven extrémní hrůze, kde nemůže nic udělat, cítí se sám, přemožen, bezmocný a zranitelný.
Možných příčin psychického traumatu je mnoho. Může se jednat o přírodní jevy (zemětřesení, požár) nebo o jev způsobený člověkem (týrání, vězení). Některé události, které mohou u někoho vyvolat trauma, se někomu mohou zdát nesmyslné, protože každý má svůj úhel pohledu na to, co je traumatizující a co ne. To je způsobeno osobními a sociálními faktory.

### Konkrétní příklady

#### Přírodní katastrofy

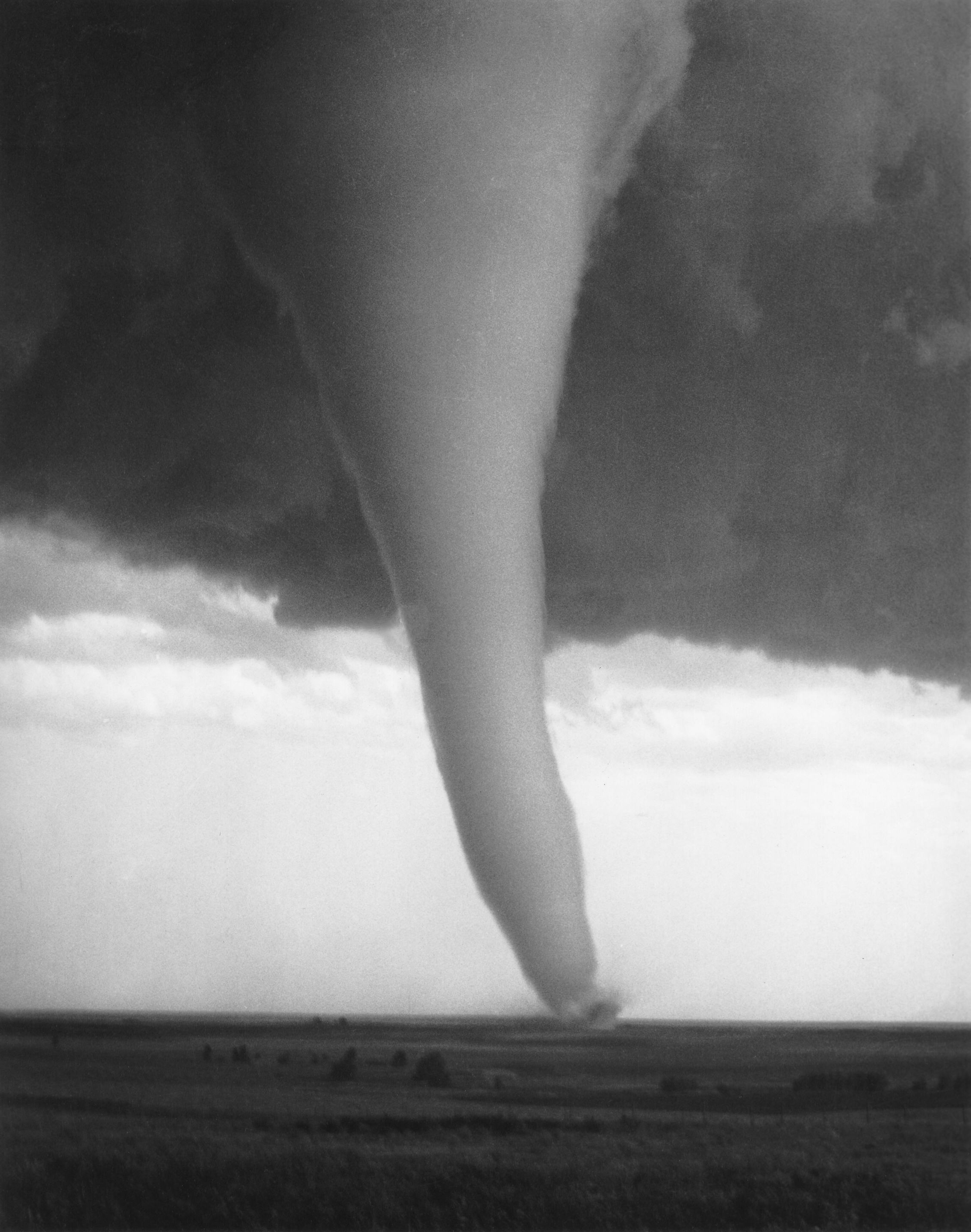
Tornádo

Přírodní katastrofy, které člověk nemůže ovlivnit.
- Lavina
- Povodeň
- Požár
- Sopečná erupce
- Tajfun

#### Katastrofy způsobené člověkem
Člověka nejvíce zasáhne událost, kterou záměrně způsobí jiný člověk. Trauma může vyvolat už jen to, že je něčeho takového svědkem.
- Pokus o vraždu
- Přepadení
- Týrání
- Únos
- Válka
- Vězení
- Znásilnění
- Zneužívání
- Zabloudění

#### Další události
- Dopravní nehoda
- Letecká nehoda
- Náhlá smrt nebo vážné onemocnění blízké osoby

## Příznaky

### Emocionální
- Neschopnost odreagovat se
- Pocity bezmoci, smutku
- Podráženost
- Strach, úzkost
- Šok, odmítnutí, neuvěření situace
- Změna nálady
- Zlost

### Fyzické
- Bušení srdce
- Neschopnost soustředění
- Noční můry
- Poruchy spánku
- Zvýšená únava
- Bolest břicha

I potom, co příznaky odezní, je mohou vyvolat věci, které připomínají nepříjemnou situaci. Může se jednat o vůni, pach či obrázek.